# Liste der Nummer-eins-Hits in den Niederlanden (1971)
Diese Liste enthält alle Nummer-eins-Hits in den Niederlanden im Jahr 1971. Es gab in diesem Jahr 18 Nummer-eins-Singles und 16 Nummer-eins-Alben.
| Singles | Alben |
| --- | --- |
| - Tee Set – She Likes Weeds - 2 Wochen (12. Dezember 1970 – 1. Januar 1971) - George Harrison – My Sweet Lord - 4 Wochen (2. Januar – 29. Januar) - Gilbert O’Sullivan – Nothing Rhymed - 5 Wochen (30. Januar – 5. März) - Peter Maffay – Du - 5 Wochen (6. März – 9. April) - Orchestre Manuel de Falla unter der Leitung von Waldo de los Ríos – Mozart Symphony No. 40 in G minor, KV 550, 1st movement - 3 Wochen (10. April – 30. April) - The Sweet – Funny Funny - 2 Wochen (1. Mai – 14. Mai) - Gilbert O’Sullivan – Underneath the Blanket Go - 2 Wochen (15. Mai – 28. Mai) - The Rolling Stones – Brown Sugar - 2 Wochen (29. Mai – 11. Juni) - Georgie Fame & Alan Price – Rosetta - 1 Woche (12. Juni – 18. Juni) - Dave & Ansil Collins – Double Barrel - 3 Wochen (19. Juni – 9. Juli) - Vader Abraham & Wilma – Zou het erg zijn, lieve opa - 2 Wochen (10. Juli – 23. Juli) - Jacques Herb & De Riwi’s – Manuela - 3 Wochen (24. Juli – 13. August) - Peret – Borriquito - 7 Wochen (14. August – 1. Oktober) - Rod McKuen – Soldiers Who Want to Be Heroes - 4 Wochen (2. Oktober – 29. Oktober) - Middle of the Road – Soley Soley - 4 Wochen (30. Oktober – 26. November) - Rod McKuen: Without a Worry in the World - 1 Woche (27. November – 3. Dezember) - Les Poppys – Non, non, rien n'a changé - 2 Wochen (4. Dezember – 17. Dezember) - Mouth & MacNeal – How Do You Do? - 5 Wochen (18. Dezember 1971 – 21. Januar 1972) | - The Cats – Take Me With You - 1 Woche (26. Dezember 1970 – 1. Januar 1971) - Neil Young – After the Gold Rush - 2 Wochen (2. Januar – 15. Januar, insgesamt 7 Wochen; → 1970) - Ekseption – Ekseption 3 - 2 Wochen (16. Januar – 29. Januar) - George Harrison – All Things Must Pass - 2 Wochen (30. Januar – 12. Februar) - John Lennon & Plastic Ono Band – John Lennon / Plastic Ono Band - 7 Wochen (13. Februar – 2. April) - Waldo de los Rios – Sinfonias - 4 Wochen (3. April – 30. April) - Janis Joplin – Pearl - 2 Wochen (1. Mai – 14. Mai) - The Rolling Stones – Sticky Fingers - 4 Wochen (15. Mai – 11. Juni, insgesamt 10 Wochen) - The Byrds – Greatest Hits, Vol. 2 - 1 Woche (12. Juni – 18. Juni) - Paul & Linda McCartney – RAM - 2 Wochen (19. Juni – 2. Juli) - The Rolling Stones – Sticky Fingers - 6 Wochen (3. Juli – 13. August, insgesamt 10 Wochen) - The Byrds – Byrdmaniax - 1 Woche (14. August – 27. August) - The Doors – L.A. Woman - 2 Wochen (28. August – 10. September) - Golden Earring – Seven Tears - 5 Wochen (11. September – 15. Oktober) - Ekseption & Royal Philharmonic Orchestra – Ekseption - 2 Wochen (16. Oktober – 29. Oktober) - John Lennon – Imagine - 5 Wochen (30. Oktober – 3. Dezember, insgesamt 7 Wochen; → 1972) - Rod McKuen – Greatest Hits, Volume 3 - 5 Wochen (4. Dezember 1971 – 7. Januar 1972) |